# 三面記事
日本において、三面記事（さんめんきじ）とは、日刊新聞の社会面のこと。政治・経済以外の記事という意味合いもある。

## 日本語の由来
明治時代に乱立した新聞は差別化を図るまたは売り上げを伸ばすことを迫られる中で、社会で起きた衝撃的な事件などを取り上げる傾向が強くなった。この中で、1892年に創刊した萬朝報（よろずちょうほう）は、特にこうした傾向が強く、社会で起きた殺人、事故などの記事を、一・二面の次の第三面で取り上げたことから「三面記事」という言葉を生んだ。この頃の新聞は4ページであることが多く、萬朝報に限らず他の新聞でも同じような構成のものが多く見られたので一般に新聞の社会面の記事を三面記事と呼ぶようになった。